# Abierto de Estados Unidos 1982
El Abierto de Estados Unidos 1982 es un torneo de tenis disputado en superficie dura, siendo el cuarto y último torneo del Grand Slam del año.

## Finales

### Senior

#### Individuales masculinos[1]
Jimmy Connors vence a  Ivan Lendl 6-3, 6-2, 4-6, 6-4

#### Individuales femeninos[2]
Chris Evert vence a  Hana Mandlíková 6-3, 6-1

#### Dobles masculinos[3]
Kevin Curren /  Steve Denton vencen a  Victor Amaya /  Hank Pfister 6-2, 6-7(4), 5-7, 6-2, 6-4

#### Dobles femeninos[4]
Rosemary Casals /  Wendy Turnbull vencen a  Barbara Potter /  Sharon Walsh 6-4, 6-4

#### Dobles mixto[5]
Anne Smith /  Kevin Curren vencen a  Barbara Potter /  Ferdi Taygan 6-7, 7-6(4), 7-6(5)

### Junior[6]

#### Individuales masculinos
Pat Cash vence a  Guy Forget 6-3, 6-3

#### Individuales femeninos
Beth Herr vence a  Gretchen Magers 6-3, 6-1

#### Dobles masculinos
Jonathan Canter /  Michael Kures vencen a  Pat Cash /  John Frawley 7-6, 6-3

#### Dobles femeninos
Penny Barg /  Beth Herr vencen a  Ann Hulbert /  Bernadette Randall 1-6, 7-5, 7-6